# Christen Erichsøn
Christen Erichsøn (født 26. september 1639 i Viborg, død 29. juni 1711) var sognepræst ved Sortebrødre Kirke, men blev siden mest kendt som lokalhistoriker.
Hans far var købmand Erich Nielsen Hollænder. Christen gik på byens lærde skole, han blev student og siden uddannet præst. Fra 1670 præst ved Sortebrødre Kirke og indtil sin død. Han var fra 1699 tillige provst for Fjends Herred.
Han var gift med Anna Ostenfeld, en datter af den tidligere sognepræst ved Sortebrødre Kirke, Jens Ostenfeld.
Christen Erichsøns store kærlighed til sin fødeby udmøntede sig i godgørenhed imod kirkerne. To store messingstager i Dommerby Kirke bærer hans navn samt årstallet 1710. Til sin egen kirke forærede han flere stykker jord, ligesom han ydede store bidrag til tårn og spir til Sortebrødre Kirke.
Men ikke mindst var han interesseret i byens historie, og udarbejdede gennem adskillige år et manuskript på grundlag af dokumenter. Christen Erichsøn udlånte manuskriptet til sin søn, rektor Jens Ostenfeld, som overlod det til Christen Lassen Tychonius som var præst i Skive, og stærkt interesseret i historie. Desværre opstod en brand i Skive den 10. juli 1715, og manuskriptet gik op i røg. Kun et mindre uddrag, som Christen Erichsøn havde udarbejdet i 1709, var i behold.
Ved den store brand i Viborg i 1726 blev en stak kopierede breve hevet ned i en brønd, for aldrig siden at dukke op igen. Således var kun uddraget på 42 sider tilbage, og disse sider blev udgivet i 1727 under titlen Viborg Byes Beskrivelse. Det originale manuskript befinder sig på Det Kongelige Bibliotek. Bogen blev optrykt i 1925 med forord af Jeppe Aakjær, og med fornyet udgivelse i 1984.
Bogens oplysninger om byens forsvundne kirker har været en hjælp for arkæologer, men også oplysninger om de eksisterende kirker har været værdifulde.
En vej i Viborg fik i 1930'erne navnet Chr. Eriksensvej, dette medførte så mange protester, at de kommunale myndigheder bøjede sig og gav vejen navnet Christen Erichsøns Vej.